# Harry Schell
Henry O'Reilly "Harry" Schell (Pariz, Francuska, 29. lipnja, 1921. – Silverstone, Engleska, 13. svibnja 1960.) je bivši američki vozač automobilističkih utrka. U Formuli 1 je nastupao od 1950. do 1960., a najbolji rezultat mu je drugo mjesto na VN Nizozemske 1958. Na utrci 24 sata Le Mansa je nastupio tri puta, a 1953. zajedno s Mauriceom Trintignantom je bio najbolji u svojoj klasi.

## Rezultati u Formuli 1
| Sezona | Momčad                                                              | Šasija                            | Motor                             | Utrke | Pobjede | Podiji | Bodovi | Plasman |
| ------ | ------------------------------------------------------------------- | --------------------------------- | --------------------------------- | ----- | ------- | ------ | ------ | ------- |
| 1950.  | Horschell Racing Corporation Ecurie Bleue                           | Cooper T12 Talbot-Lago T26C       | JAP V-twin Talbot L6              | 2     | 0       | 0      | 0      | -       |
| 1951.  | Enrico Platé                                                        | Maserati 4CLT/48                  | Maserati L4C                      | 2     | 0       | 0      | 0      | -       |
| 1952.  | Enrico Platé                                                        | Maserati 4CLT/48                  | Platé L4                          | 3     | 0       | 0      | 0      | -       |
| 1953.  | Equipe Gordini                                                      | Gordini T16                       | Gordini L6                        | 7     | 0       | 0      | 0      | -       |
| 1954.  | Harry Schell Officine Alfieri Maserati                              | Maserati A6GCM Maserati 250F      | Maserati L6                       | 6     | 0       | 0      | 0      | -       |
| 1955.  | Officine Alfieri Maserati Scuderia Ferrari Vandervell Products Ltd. | Maserati 250F Ferrari 555 Vanwall | Maserati L6 Ferrari L4 Vanwall L4 | 5 (4) | 0       | 0      | 0      | -       |
| 1956.  | Vandervell Products Ltd. Scuderia Centro Sud                        | Vanwall Maserati 250F             | Vanwall L4 Maserati L6            | 6     | 0       | 0      | 3      | 17.     |
| 1957.  | Scuderia Centro Sud Officine Alfieri Maserati                       | Maserati 250F                     | Maserati L6                       | 7     | 0       | 1      | 10     | 7.      |
| 1958.  | Joakim Bonnier Racing Team Owen Racing Organisation                 | Maserati 250F BRM P25             | Maserati L6 BRM L4                | 10    | 0       | 1      | 14     | 6.      |
| 1959.  | Owen Racing Organisation Ecurie Bleue                               | BRM P25 Cooper T51                | BRM L4 Climax L4                  | 8     | 0       | 0      | 5      | 13.     |

## Vanjske poveznice
- Schell na racing-reference.info
- Schell na champcarstats.com